# KsOd IIIb1, IIIb2 és IIIb4
A KsOd IIIb{\displaystyle {}_{1}}, IIIb{\displaystyle {}_{2}} és IIIb{\displaystyle {}_{4}} osztályú mozdonyai szerkocsis tehervonati gőzmozdonyok voltak a Kassa–Oderbergi Vasútnál.
A  IIIb1, IIIb2  IIIb4 jelölés három építési sorozatra utal, ám a mozdonyok technikai adatai megegyeztek. Az öt IIIb4 típusú mozdonyt  1879-ben az Eperjes-Tarnói Vasúttól vette át a KsOd és átszámozta őket 201–205 pályaszámokra.
A 39 mozdonyt 1871 és 1892 között építette a Sigl bécsújhelyi mozdonygyára.
A KsOd 1924-i államosításakor a sorozatból valamennyi mozdony  a Csehszlovák Államvasutakhoz (CSD) került ahol a 313.301–339 pályaszámokat kapták.

## Fordítás
- Ez a szócikk részben vagy egészben  a   KsOd IIIb1, IIIb2 und IIIb4 című német Wikipédia-szócikk fordításán alapul.  Az eredeti cikk szerkesztőit annak laptörténete sorolja fel. Ez a jelzés csupán a megfogalmazás eredetét és a szerzői jogokat jelzi, nem szolgál a cikkben szereplő információk forrásmegjelöléseként.